# Liste der Nummer-eins-Hits in Malaysia (2019)
Diese Liste der Nummer-eins-Hits in Malaysia 2019 basiert auf den offiziellen Chartlisten der RIM. Die Charts basieren allein auf Musikstreaming.

## Singles
| ← 2018 ← | Liste der Nummer-eins-Hits in Malaysia | Liste der Nummer-eins-Hits in Malaysia   | Liste der Nummer-eins-Hits in Malaysia | 2020 →                                                                          |
| \| Zeitraum \| Wo. ges. \| Interpret \| Titel Autor(en) \| Zusätzliche Informationen \| \| (Zeitraum, Wochen auf Platz eins, Interpret, Titel, Autor[en], zusätzliche Informationen) \| \| \| \| \| \| ----------------------------------------------------------------------------------------- \| -------- \| ---------------------------------------- \| ---------------------------------------------------------------------------------------------------------------------------------------------------------------------------------------------------------------------------------------------------- \| ------------------------------------------------------------------------------- \| \| 21. Dezember 2018 – 17. Januar 2019 4 Wochen \| 4 \| Post Malone & Swae Lee \| Sunflower (Spider-Man: Into the Spider-Verse) Louis Russell Bell, William Thomas Walsh, Carter Lang, Austin Richard Post, Carl Austin Rosen, Khalif Malik ibn Shaman Brown \| – \| \| 18. Januar 2019 – 28. März 2019 10 Wochen \| 10 \| Ariana Grande \| 7 Rings Richard Rodgers, Oscar Hammerstein II, Charles Michael Anderson, Thomas Lee Brown, Michael Foster, Ariana Grande, Njomza Vitia, Tayla Parx, Kimberly Krysiuk, Victoria Monét \| Im Jahr zuvor hatte die US-Sängerin bereits zwei Nummer-eins-Hits. \| \| 29. März 2019 – 4. April 2019 1 Woche \| 1 \| Alan Walker, Sabrina Carpenter & Farruko \| On My Way Franklin Jovani Martínez, Øyvind Sauvik, Anders Froen, Gunnar Greve, Alan Walker, Fredrik Borch Olsen, Carlos Efrén Reyes-Rosado, Julia Christine Karlsson, Sabrina Annlynn Carpenter, Anton Rundberg, Marcos Gerardo Pérez, Jesper Borgen \| – \| \| 5. April 2019 – 11. April 2019 1 Woche \| 1 \| Blackpink \| Kill This Love Jeong Hoon-seo, Rebecca Rose Johnson, Park Hong-jun, R.Tee Kim \| Die südkoreanische Girlgroup hatte im Vorjahr bereits zwei Nummer-eins-Hits. \| \| 12. April 2019 – 9. Mai 2019 4 Wochen (insgesamt 5) \| 5 \| BTS feat. Halsey \| Boy with Luv Emily Lynn Weisband, Melanie Joy Fontana, Michel Schulz, Kim Nam-jun, Bang Si-hyuk, Kang Hyo-won, Min Yoon-gi, Jung Ho-seok, Ashley Nicolette Frangipane \| Bereits zum vierten Mal stehen die südkoreanischen Jungs auf Platz in Malaysia. \| \| 10. Mai 2019 – 23. Mai 2019 2 Wochen (insgesamt 4) \| 4 \| Ed Sheeran with Justin Bieber \| I Don’t Care Edward Christopher Sheeran, Karl Martin Sandberg, Justin Bieber, Johan Karl Schuster, Jason P. D. Boyd, Frederick John Philip Gibson \| – \| \| 24. Mai 2019 – 30. Mai 2019 1 Woche (insgesamt 5) \| 5 \| BTS feat. Halsey \| Boy with Luv Emily Lynn Weisband, Melanie Joy Fontana, Michel Schulz, Kim Nam-jun, Bang Si-hyuk, Kang Hyo-won, Min Yoon-gi, Jung Ho-seok, Ashley Nicolette Frangipane \| – \| \| 31. Mai 2019 – 13. Juni 2019 2 Wochen (insgesamt 4) \| 4 \| Ed Sheeran with Justin Bieber \| I Don’t Care Edward Christopher Sheeran, Karl Martin Sandberg, Justin Bieber, Johan Karl Schuster, Jason P. D. Boyd, Frederick John Philip Gibson \| – \| \| 14. Juni 2019 – 20. Juni 2019 1 Woche \| 1 \| Ali Gatie \| It’s You Andrew Dexter Wansel, Adrian Allahverdi, Ali Gatie, Nathan Perez, Nicholas Schiavone, Samuel Benjamin Wishkoski \| – \| \| 21. Juni 2019 – 12. September 2019 12 Wochen \| 12 \| Shawn Mendes & Camila Cabello \| Señorita Andrew Wotman, Charlotte Emma Aitchison, Camila Cabello, Magnus Hoiberg, Benjamin Joseph Levin, Shawn Mendes, Jack Patterson \| – \| \| 13. September 2019 – 26. September 2019 2 Wochen \| 2 \| Jay Chou & Ashin 周杰倫 & 阿信 \| Won’t Cry 說好不哭 \| – \| \| 27. September 2019 – 3. Oktober 2019 1 Woche \| 1 \| Lewis Capaldi \| Someone You Loved Lewis Capaldi, Samuel Romans, Thomas Barnes, Peter Kelleher, Benjamin Kohn \| – \| \| 4. Oktober 2019 – 10. Oktober 2019 1 Woche \| 1 \| Post Malone \| Circles Austin Post, Adam Feeney, Billy Walsh, Kaan Gunesberk, Louis Bell \| – \| \| 11. Oktober 2019 – 28. November 2019 7 Wochen \| 7 \| Maroon 5 \| Memories Adam Levine, Michael Pollack, Jacob Kasher Hindlin, Jonathan Bellion, Vincent Ford, Stefan Johnson, Jordan Johnson \| – \| \| 29. November 2019 – 26. Dezember 2020 4 Wochen (insgesamt 11) \| 11 \| Tones and I \| Dance Monkey Toni Watson \| – \| |                                        |                                          | |                                                                                 |
| ← 2018 |                                        |                                          | | → 2020 →                                                                        |
| Zeitraum | Wo. ges.                               | Interpret                                | Titel Autor(en) | Zusätzliche Informationen                                                       |
| (Zeitraum, Wochen auf Platz eins, Interpret, Titel, Autor[en], zusätzliche Informationen) |                                        |                                          | |                                                                                 |
| 21. Dezember 2018 – 17. Januar 2019 4 Wochen | 4                                      | Post Malone & Swae Lee                   | Sunflower (Spider-Man: Into the Spider-Verse) Louis Russell Bell, William Thomas Walsh, Carter Lang, Austin Richard Post, Carl Austin Rosen, Khalif Malik ibn Shaman Brown                                                                           | –                                                                               |
| 18. Januar 2019 – 28. März 2019 10 Wochen | 10                                     | Ariana Grande                            | 7 Rings Richard Rodgers, Oscar Hammerstein II, Charles Michael Anderson, Thomas Lee Brown, Michael Foster, Ariana Grande, Njomza Vitia, Tayla Parx, Kimberly Krysiuk, Victoria Monét                                                                 | Im Jahr zuvor hatte die US-Sängerin bereits zwei Nummer-eins-Hits.              |
| 29. März 2019 – 4. April 2019 1 Woche | 1                                      | Alan Walker, Sabrina Carpenter & Farruko | On My Way Franklin Jovani Martínez, Øyvind Sauvik, Anders Froen, Gunnar Greve, Alan Walker, Fredrik Borch Olsen, Carlos Efrén Reyes-Rosado, Julia Christine Karlsson, Sabrina Annlynn Carpenter, Anton Rundberg, Marcos Gerardo Pérez, Jesper Borgen | –                                                                               |
| 5. April 2019 – 11. April 2019 1 Woche | 1                                      | Blackpink                                | Kill This Love Jeong Hoon-seo, Rebecca Rose Johnson, Park Hong-jun, R.Tee Kim | Die südkoreanische Girlgroup hatte im Vorjahr bereits zwei Nummer-eins-Hits.    |
| 12. April 2019 – 9. Mai 2019 4 Wochen (insgesamt 5) | 5                                      | BTS feat. Halsey                         | Boy with Luv Emily Lynn Weisband, Melanie Joy Fontana, Michel Schulz, Kim Nam-jun, Bang Si-hyuk, Kang Hyo-won, Min Yoon-gi, Jung Ho-seok, Ashley Nicolette Frangipane                                                                                | Bereits zum vierten Mal stehen die südkoreanischen Jungs auf Platz in Malaysia. |
| 10. Mai 2019 – 23. Mai 2019 2 Wochen (insgesamt 4) | 4                                      | Ed Sheeran with Justin Bieber            | I Don’t Care Edward Christopher Sheeran, Karl Martin Sandberg, Justin Bieber, Johan Karl Schuster, Jason P. D. Boyd, Frederick John Philip Gibson | –                                                                               |
| 24. Mai 2019 – 30. Mai 2019 1 Woche (insgesamt 5) | 5                                      | BTS feat. Halsey                         | Boy with Luv Emily Lynn Weisband, Melanie Joy Fontana, Michel Schulz, Kim Nam-jun, Bang Si-hyuk, Kang Hyo-won, Min Yoon-gi, Jung Ho-seok, Ashley Nicolette Frangipane                                                                                | –                                                                               |
| 31. Mai 2019 – 13. Juni 2019 2 Wochen (insgesamt 4) | 4                                      | Ed Sheeran with Justin Bieber            | I Don’t Care Edward Christopher Sheeran, Karl Martin Sandberg, Justin Bieber, Johan Karl Schuster, Jason P. D. Boyd, Frederick John Philip Gibson | –                                                                               |
| 14. Juni 2019 – 20. Juni 2019 1 Woche | 1                                      | Ali Gatie                                | It’s You Andrew Dexter Wansel, Adrian Allahverdi, Ali Gatie, Nathan Perez, Nicholas Schiavone, Samuel Benjamin Wishkoski | –                                                                               |
| 21. Juni 2019 – 12. September 2019 12 Wochen | 12                                     | Shawn Mendes & Camila Cabello            | Señorita Andrew Wotman, Charlotte Emma Aitchison, Camila Cabello, Magnus Hoiberg, Benjamin Joseph Levin, Shawn Mendes, Jack Patterson | –                                                                               |
| 13. September 2019 – 26. September 2019 2 Wochen | 2                                      | Jay Chou & Ashin 周杰倫 & 阿信           | Won’t Cry 說好不哭 | –                                                                               |
| 27. September 2019 – 3. Oktober 2019 1 Woche | 1                                      | Lewis Capaldi                            | Someone You Loved Lewis Capaldi, Samuel Romans, Thomas Barnes, Peter Kelleher, Benjamin Kohn | –                                                                               |
| 4. Oktober 2019 – 10. Oktober 2019 1 Woche | 1                                      | Post Malone                              | Circles Austin Post, Adam Feeney, Billy Walsh, Kaan Gunesberk, Louis Bell | –                                                                               |
| 11. Oktober 2019 – 28. November 2019 7 Wochen | 7                                      | Maroon 5                                 | Memories Adam Levine, Michael Pollack, Jacob Kasher Hindlin, Jonathan Bellion, Vincent Ford, Stefan Johnson, Jordan Johnson | –                                                                               |
| 29. November 2019 – 26. Dezember 2020 4 Wochen (insgesamt 11) | 11                                     | Tones and I                              | Dance Monkey Toni Watson | –                                                                               |

## Jahreshitparade
| ← 2018 ← | Liste der Nummer-eins-Hits in Malaysia | Liste der Nummer-eins-Hits in Malaysia | Liste der Nummer-eins-Hits in Malaysia | 2020 →   |
| \| Position# \| Singles \| \| --------- \| --------------------------------------------------------------------------------------------------------------------------------------------------------------------------------------------------------------------------------------------------------------------------------------------- \| \| 1 \| Señorita Shawn Mendes & Camila Cabello Andrew Wotman, Charlotte Emma Aitchison, Camila Cabello, Magnus Hoiberg, Benjamin Joseph Levin, Shawn Mendes, Jack Patterson \| \| 2 \| Someone You Loved Lewis Capaldi , Samuel Romans, Thomas Barnes, Peter Kelleher, Benjamin Kohn \| \| 3 \| Sunflower (Spider-Man: Into the Spider-Verse) Post Malone & Swae Lee Louis Russell Bell, William Thomas Walsh, Carter Lang, Austin Richard Post, Carl Austin Rosen, Khalif Malik ibn Shaman Brown \| \| 4 \| Boy with Luv BTS feat. Halsey Emily Lynn Weisband, Melanie Joy Fontana, Michel Schulz, Kim Nam-jun, Bang Si-hyuk, Kang Hyo-won, Min Yoon-gi, Jung Ho-seok, Ashley Nicolette Frangipane \| \| 5 \| It’s You Ali Gatie Andrew Dexter Wansel, Adrian Allahverdi, Ali Gatie, Nathan Perez, Nicholas Schiavone, Samuel Benjamin Wishkoski \| \| 6 \| 7 Rings Ariana Grande Richard Rodgers, Oscar Hammerstein II, Charles Michael Anderson, Thomas Lee Brown, Michael Foster, Ariana Grande, Njomza Vitia, Tayla Parx, Kimberly Krysiuk, Victoria Monét \| \| 7 \| Kill This Love Blackpink Jeong Hoon-seo, Rebecca Rose Johnson, Park Hong-jun, R.Tee Kim \| \| 8 \| Without Me Halsey Timothy Z. Mosley, Amy Rose Allen, Louis Russell Bell, Brittany Marie Amaradio, Ashley Frangipane, Scott Spencer Storch, Justin R. Timberlake, Carl Austin Rosen \| \| 9 \| I Don’t Care Ed Sheeran with Justin Bieber Edward Christopher Sheeran, Karl Martin Sandberg, Justin Bieber, Johan Karl Schuster, Jason P. D. Boyd, Frederick John Philip Gibson \| \| 10 \| On My Way Alan Walker, Sabrina Carpenter & Farruko Franklin Jovani Martínez, Øyvind Sauvik, Anders Froen, Gunnar Greve, Alan Walker, Fredrik Borch Olsen, Carlos Efrén Reyes-Rosado, Julia Christine Karlsson, Sabrina Annlynn Carpenter, Anton Rundberg, Marcos Gerardo Pérez, Jesper Borgen \| | |                                        |                                        |          |
| ← 2018 | |                                        |                                        | → 2020 → |
| Position# | Singles |                                        |                                        |          |
| 1 | Señorita Shawn Mendes & Camila Cabello Andrew Wotman, Charlotte Emma Aitchison, Camila Cabello, Magnus Hoiberg, Benjamin Joseph Levin, Shawn Mendes, Jack Patterson |                                        |                                        |          |
| 2 | Someone You Loved Lewis Capaldi , Samuel Romans, Thomas Barnes, Peter Kelleher, Benjamin Kohn |                                        |                                        |          |
| 3 | Sunflower (Spider-Man: Into the Spider-Verse) Post Malone & Swae Lee Louis Russell Bell, William Thomas Walsh, Carter Lang, Austin Richard Post, Carl Austin Rosen, Khalif Malik ibn Shaman Brown                                                                                             |                                        |                                        |          |
| 4 | Boy with Luv BTS feat. Halsey Emily Lynn Weisband, Melanie Joy Fontana, Michel Schulz, Kim Nam-jun, Bang Si-hyuk, Kang Hyo-won, Min Yoon-gi, Jung Ho-seok, Ashley Nicolette Frangipane |                                        |                                        |          |
| 5 | It’s You Ali Gatie Andrew Dexter Wansel, Adrian Allahverdi, Ali Gatie, Nathan Perez, Nicholas Schiavone, Samuel Benjamin Wishkoski |                                        |                                        |          |
| 6 | 7 Rings Ariana Grande Richard Rodgers, Oscar Hammerstein II, Charles Michael Anderson, Thomas Lee Brown, Michael Foster, Ariana Grande, Njomza Vitia, Tayla Parx, Kimberly Krysiuk, Victoria Monét                                                                                            |                                        |                                        |          |
| 7 | Kill This Love Blackpink Jeong Hoon-seo, Rebecca Rose Johnson, Park Hong-jun, R.Tee Kim |                                        |                                        |          |
| 8 | Without Me Halsey Timothy Z. Mosley, Amy Rose Allen, Louis Russell Bell, Brittany Marie Amaradio, Ashley Frangipane, Scott Spencer Storch, Justin R. Timberlake, Carl Austin Rosen |                                        |                                        |          |
| 9 | I Don’t Care Ed Sheeran with Justin Bieber Edward Christopher Sheeran, Karl Martin Sandberg, Justin Bieber, Johan Karl Schuster, Jason P. D. Boyd, Frederick John Philip Gibson |                                        |                                        |          |
| 10 | On My Way Alan Walker, Sabrina Carpenter & Farruko Franklin Jovani Martínez, Øyvind Sauvik, Anders Froen, Gunnar Greve, Alan Walker, Fredrik Borch Olsen, Carlos Efrén Reyes-Rosado, Julia Christine Karlsson, Sabrina Annlynn Carpenter, Anton Rundberg, Marcos Gerardo Pérez, Jesper Borgen |                                        |                                        |          |